# Made in Jamaica (album)
Pour les articles homonymes, voir Jamaica.
Made in Jamaica est un album de remixes du DJ français Bob Sinclar, édité en 2010 par le label Yellow Productions.
Il s'agit d'une compilation de ses meilleurs morceaux, rejoués et mixés dans un style reggae. Il inclut également les deux titres I Wanna et Rainbow of Love.
Sly Dunbar (batterie), Robbie Shakespeare (basse), Mickey "Mao" Chung (guitare) et Sticky Thompson (percussions), 30 ans après avoir joué sur les albums de Serge Gainsbourg Aux armes et cætera et Mauvaises Nouvelles des étoiles, jouent sur Made In Jamaica. Robbie Lyn (claviers) Shaggy, Tony Rebel et Queen Ifrica apparaissent également sur l'album. Alain Wisniak participe à la réalisation.
L'album a été nommé en tant que « Meilleur Album Reggae » aux 53e Grammy Awards.